# Michele da Verona
Michele da Verona, (Sommacampagna, 1470- Vérone, v.1540) est  un peintre italien de l'école véronaise actif à fin du XVe  et du début du XVIe siècle

## Biographie
Il naît entre 1469 et 1470, probablement à Sommacampagna, dans la région de Vérone, de l'artiste peigneur de laine Zenone di Gaspare, originaire de ce petit village qui s'installe dans le quartier véronais de S. Zeno di Sopra en 1473.
Contemporain de Paolo Moranda Cavazzola, il l'a peut-être assisté dans les travaux de décoration de San Bernardino à Vérone. À l'intérieur du portail de San Stefano, Milan, se trouve une grande "Crucifixion" signée par lui en 1500, qui se trouvait auparavant dans le réfectoire de San Giorgio à Vérone. Le même sujet, daté de 1505, se trouve à Santa Maria in Vanzo, Padoue. Dans les deux tableaux, il y a une imitation de la manière de Jacopo Bellini. Dans l'église de Santa Chiara, à Vérone, se trouvent des fresques représentant l'"Éternel, avec des anges, des prophètes et les quatre évangélistes", datées de 1509. Des fresques plus récentes se trouvent dans les églises de Vittoria Nuova et de Sant'Anastasia (Verona); tandis que dans l'église de Villa di Villa, près de Este, se trouve une Vierge à l'Enfant, entre SS. Jean Baptiste, Laurent, André et Pierre", datée de 1523.

## Œuvres

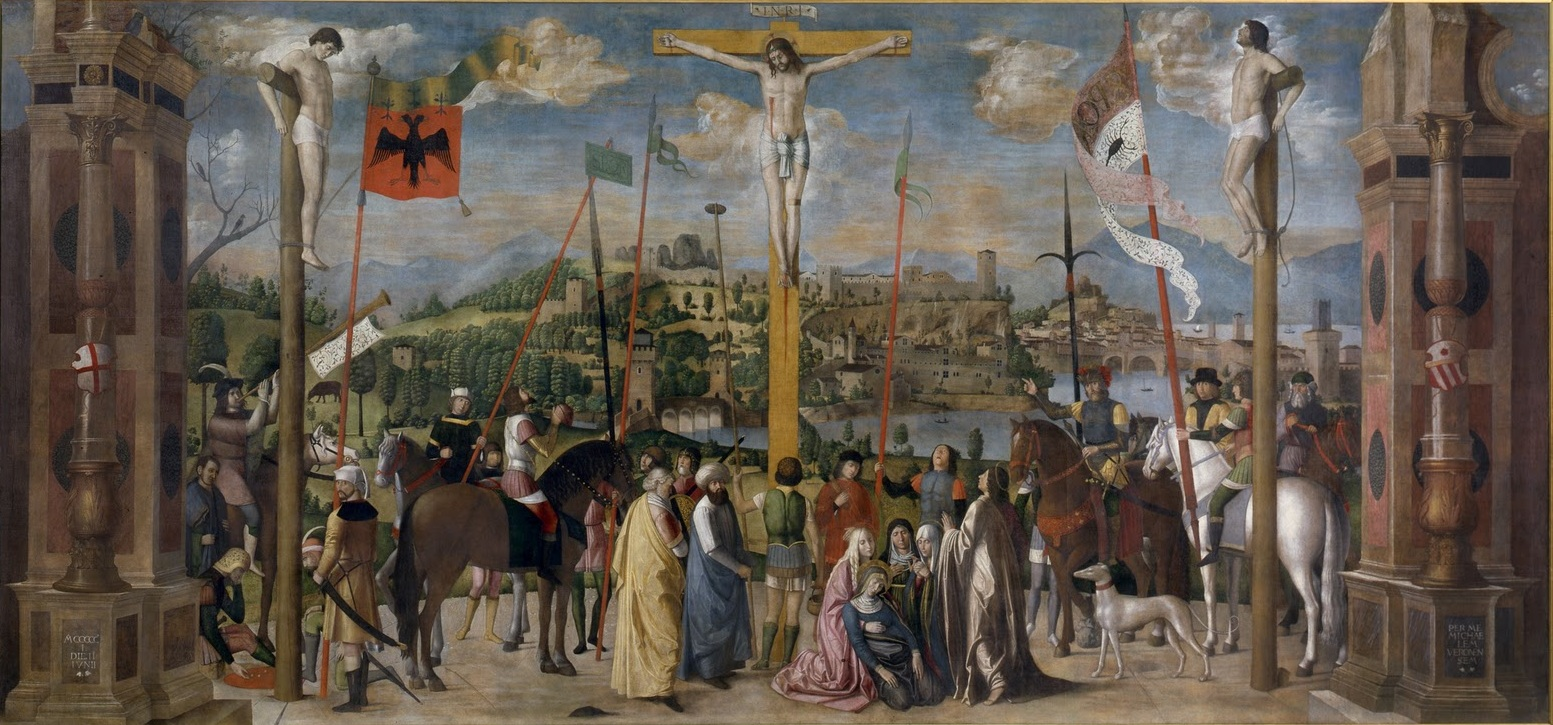
Crucifixion, Pinacothèque de Brera, Milan.

- Crucifixion  (1500) env., toile, 335 × 720 cm, Pinacothèque de Brera, Milan.
- Crucifixion (1500),intérieur du portail de l'église San Stefano, Milan[1].
- Crucifixion (1505), église Santa Maria in Vanzo, Padue. Le même sujet, datée par
- L'Éternel, avec des anges, les prophètes, et les quatre évangélistes,fresques (1509),

église de Santa Chiara, Vérone.
- Fresques, églises de Vittoria Nuova et Sant' Anastasia.
- Vierge à l'Enfant, entre les saints Jean Baptiste, Laurent, André et Pierre (1523), église de la Villa di Villa, près de Este
- Soldats à l'extérieur d'une ville,
- Escarmouche entre cavaliers turcs et chrétiens,
- Scène de la crucifixion du Christ,

## Sources
- (en) Cet article est partiellement ou en totalité issu de l’article de Wikipédia en anglais intitulé « Michele da Verona » (voir la liste des auteurs).